# Burning Daylight: The Adventures of 'Burning Daylight' in Alaska
Burning Daylight: The Adventures of 'Burning Daylight' in Alaska er en amerikansk stumfilm fra 1914 af Hobart Bosworth.

## Medvirkende
- Hobart Bosworth som Elam Harnish
- Rhea Haines som Nell
- J. Charles Haydon som Elijah
- Elmer Clifton som Charley Bates
- Jack Conway som Joe Hines